# Кобячево
Кобя́чево — деревня в Калининском районе Тверской области. Относится к Медновскому сельскому поселению.
Расположена в 17 км к северо-западу от Твери, в сосновом лесу рядом с рекой Тверца (на берегу Тверцы деревня Слободка, за рекой — Красный Бор). В 5 км к юго-западу — деревня Мермерины на автодороге «Москва — Санкт-Петербург».
В 2002 году — 2 жителя.
В Твери Кобячево известно как место летнего детского отдыха.